# Emanuela Cortesi
Emanuela Cortesi, detta Manù (Fusignano, 5 maggio 1958), è una cantante italiana; ha vinto il Festival di Castrocaro nel 1973 e al Festival di Sanremo 1974 ha vinto nella Sezione giovani.

## Biografia
Debutta nel 1969, a undici anni, con La mia nonnina, canzone suonata dall'orchestra Castellina-Pasi. Nel 1973, per la Fonit Cetra, incide Io ci credo ancora (di Giorgio Calabrese, Cristiano Malgioglio e Pinuccio Pirazzoli; sul retro del 45 giri c'è Non mi sposerò mai (di Luciano Beretta ed Elide Suligoj). Vince il Festival di Castrocaro con La mente torna; partecipa alla Mostra Internazionale di Musica leggera di Venezia, vincendo la Gondola d'argento.

Emanuela Cortesi nel 1974

L'anno seguente prende parte al Festival di Sanremo 1974: si aggiudica il primo posto nella sezione giovani e prende parte alla serata finale, dove si classifica al 5º posto, con il brano Il mio volo bianco (di Claudio Daiano, Flavio Zanon e Italo Janne). Anche il retro, dal titolo Il pretesto (di Claudio Celli, Romolo Ferri, Corrado Tringali e Oscar Rocchi), ottiene un buon successo. Nello stesso anno partecipa a Un disco per l'estate con la canzone Ci si innamora solo al tempo della scuola (di Daniele Pace, Mario Panzeri, Lorenzo Pilat e Corrado Conti). Dopo il promettente avvio si ritira dalle scene per completare gli studi. Si diploma all'Istituto d'arte per il mosaico, poi s'iscrive all'università presso la facoltà di Pedagogia.
Negli anni 1980 ha ricominciato a cantare. Nel 1985 collabora con Rudy Rotta nel disco So di blues. Vince "Una voce per l'Europa" ottenendo una borsa di studio per uno stage negli Stati Uniti nel programma Saranno famosi. È il trampolino di lancio per la sua nuova carriera di corista e compositrice. Nel 1989 partecipa, come corista, all'album Un amore vale l'altro della ricostituita Equipe 84. Nel 1990 ritorna al Festival di Sanremo, sempre come corista. Nel 1995 collabora con la Walt Disney Company con il brano Se tu non ci fossi per il film d'animazione Pocahontas duettando con Massimo Di Cataldo. Nel 1997 ha doppiato la voce cantante di Calliope in Hercules. Nel 1999 ha doppiato la voce cantante di Jessie in Toy Story 2. 
Nel 2001 partecipa come corista di Mina all'album-DVD Mina in studio.
Ancora come corista ha seguito, nel 2009, Laura Pausini, nel suo tour mondiale.
Nel 2010 è stata la corista del tour di Lucio Dalla e Francesco De Gregori Work in Progress.
Al 2023 è corista per Andrea Mingardi.

## Discografia parziale

### Singoli
- 1969 – La mia nonnina/La bambolina (Edig, GB 0075; lato B cantato da Nadia Bissi)
- 1973 – Io ci credo ancora/Non mi sposerò mai (Fonit Cetra, SP 1529)
- 1974 – Il mio volo bianco/Il pretesto (Fonit Cetra, SP 1545)
- 1974 – Ci si innamora solo al tempo della scuola/Anni caldi (Fonit Cetra, SP 1557)
- 1995 – Se tu non ci fossi (Walt Disney Records, WDR 6626631; duetto con Massimo Di Cataldo tratto dalla colonna sonora del film d’animazione Pocahontas)

### Partecipazioni
- 1996 – Solo da un quarto d'ora duetto con Adriano Celentano traccia contenuta nell'album Arrivano gli uomini